# پیر پیسکور
پیر پیسکور (انگلیسی: Pierre Piskor؛ زادهٔ ۲ مهٔ ۱۹۸۴) بازیکن فوتبال اهل فرانسه است.